# Naorem Roshan Singh
Naorem Roshan Singh (Samurou, 2 febbraio 1999) è un calciatore indiano, difensore del Bengaluru e della nazionale indiana.

## Carriera

### Club
Ha giocato nella prima divisione indiana.

### Nazionale
Ha giocato nella nazionale indiana Under-20.
Nel 2022 ha esordito nella nazionale maggiore indiana.

## Statistiche

### Presenze e reti nei club
| Stagione           | Squadra            | Campionato         | Campionato | Campionato | Coppe nazionali | Coppe nazionali | Coppe nazionali | Coppe continentali | Coppe continentali | Coppe continentali | Altre coppe | Altre coppe | Altre coppe | Totale | Totale |
| Stagione           | Squadra            | Comp               | Pres       | Reti       | Comp            | Pres            | Reti            | Comp               | Pres               | Reti               | Comp        | Pres        | Reti        | Pres   | Reti   |
| ------------------ | ------------------ | ------------------ | ---------- | ---------- | --------------- | --------------- | --------------- | ------------------ | ------------------ | ------------------ | ----------- | ----------- | ----------- | ------ | ------ |
| 2017-mar.2018      | Indian Arrows      | IL                 | 3          | 0          | SC              | 0               | 0               | -                  | -                  | -                  | -           | -           | -           | 3      | 0      |
| mar.-giu.2018      | Bengaluru B        | IL2                | 7          | 2          | -               | -               | -               | -                  | -                  | -                  | DC          | 0           | 0           | 7      | 2      |
| 2018-2019          | Bengaluru B        | IL2                | 8          | 5          | -               | -               | -               | -                  | -                  | -                  | DC          | 3           | 0           | 11     | 5      |
| 2019-2020          | Bengaluru B        | IL2                | 3          | 0          | -               | -               | -               | -                  | -                  | -                  | -           | -           | -           | 3      | 0      |
| Totale Bengaluru B | Totale Bengaluru B | Totale Bengaluru B | 18         | 7          |                 | -               | -               |                    | -                  | -                  |             | 3           | 0           | 21     | 7      |
| 2019-2020          | Bengaluru          | ISL                | 0          | 0          | -               | -               | -               | AFC Cup            | 1                  | 0                  | DC          | 0           | 0           | 1      | 0      |
| 2020-2021          | Bengaluru          | ISL                | 2          | 0          | -               | -               | -               | AFC Cup            | 5                  | 0                  | DC          | 5           | 0           | 12     | 0      |
| 2021-2022          | Bengaluru          | ISL                | 17         | 1          | -               | -               | -               | -                  | -                  | -                  | DC          | 5           | 0           | 22     | 1      |
| 2022-2023          | Bengaluru          | ISL                | 20+4       | 0          | SC              | 5               | 0               | -                  | -                  | -                  | DC          | 3           | 0           | 32     | 0      |
| 2023-2024          | Bengaluru          | ISL                | 20         | 0          | SC              | 3               | 0               | -                  | -                  | -                  | DC          | -           | -           | 23     | 0      |
| 2024-2025          | Bengaluru          | ISL                | 24+4       | 1          | SC              | 1               | 0               | -                  | -                  | -                  | DC          | 4           | 0           | 33     | 1      |
| 2025-2026          | Bengaluru          | ISL                | 0          | 0          | SC              | 0               | 0               | -                  | -                  | -                  | DC          | 0           | 0           | 0      | 0      |
| Totale Bengaluru   | Totale Bengaluru   | Totale Bengaluru   | 91         | 2          |                 | 9               | 0               |                    | 6                  | 0                  |             | 17          | 0           | 123    | 2      |
| Totale carriera    | Totale carriera    | Totale carriera    | 112        | 9          |                 | 9               | 0               |                    | 6                  | 0                  |             | 20          | 0           | 147    | 9      |

### Cronologia presenze e reti in nazionale
| Cronologia completa delle presenze e delle reti in nazionale ― India | Cronologia completa delle presenze e delle reti in nazionale ― India | Cronologia completa delle presenze e delle reti in nazionale ― India | Cronologia completa delle presenze e delle reti in nazionale ― India | Cronologia completa delle presenze e delle reti in nazionale ― India | Cronologia completa delle presenze e delle reti in nazionale ― India | Cronologia completa delle presenze e delle reti in nazionale ― India | Cronologia completa delle presenze e delle reti in nazionale ― India |
| Data                                                                 | Città                                                                | In casa                                                              | Risultato                                                            | Ospiti                                                               | Competizione                                                         | Reti                                                                 | Note                                                                 |
| -------------------------------------------------------------------- | -------------------------------------------------------------------- | -------------------------------------------------------------------- | -------------------------------------------------------------------- | -------------------------------------------------------------------- | -------------------------------------------------------------------- | -------------------------------------------------------------------- | -------------------------------------------------------------------- |
| 26-3-2022                                                            | Riffa                                                                | India                                                                | 0 – 3                                                                | Bielorussia                                                          | Amichevole                                                           | -                                                                    | 76’                                                                  |
| 8-6-2022                                                             | Calcutta                                                             | India                                                                | 2 – 0                                                                | Cambogia                                                             | Qual. Coppa d'Asia 2023                                              | -                                                                    | 73’                                                                  |
| 11-6-2022                                                            | Calcutta                                                             | Afghanistan                                                          | 1 – 2                                                                | India                                                                | Qual. Coppa d'Asia 2023                                              | -                                                                    |                                                                      |
| 14-6-2022                                                            | Calcutta                                                             | India                                                                | 4 – 0                                                                | Hong Kong                                                            | Qual. Coppa d'Asia 2023                                              | -                                                                    |                                                                      |
| 24-9-2022                                                            | Ho Chi Minh                                                          | India                                                                | 1 – 1                                                                | Singapore                                                            | Amichevole                                                           | -                                                                    | 68’                                                                  |
| 27-9-2022                                                            | Ho Chi Minh                                                          | Vietnam                                                              | 3 – 0                                                                | India                                                                | Amichevole                                                           | -                                                                    | 65’                                                                  |
| 22-3-2023                                                            | Imphal                                                               | India                                                                | 1 – 0                                                                | Birmania                                                             | Amichevole                                                           | -                                                                    | 87’                                                                  |
| 28-3-2023                                                            | Imphal                                                               | Kirghizistan                                                         | 0 – 2                                                                | India                                                                | Amichevole                                                           | -                                                                    | 56’                                                                  |
| 13-10-2023                                                           | Kuala Lumpur                                                         | Malaysia                                                             | 4 – 2                                                                | India                                                                | Pestabola Merdeka 2023 - Semifinale                                  | -                                                                    | 63’                                                                  |
| 12-10-2024                                                           | Nam Dinh                                                             | Vietnam                                                              | 1 – 1                                                                | India                                                                | Amichevole                                                           | -                                                                    | 88’                                                                  |
| 18-11-2024                                                           | Hyderabad                                                            | India                                                                | 1 – 1                                                                | Malaysia                                                             | Amichevole                                                           | -                                                                    |                                                                      |
| Totale                                                               |                                                                      | Presenze                                                             | 11                                                                   |                                                                      | Reti                                                                 | 0                                                                    |                                                                      |

## Palmarès

### Club
- Durand Cup: 1

Bengaluru: 2022

### Individuale
- Indian Super League Emerging Player of the League: 1 :

Bengaluru: 2021-2022